# 佐々木洋一
佐々木 洋一（ささき よういち、1952年3月31日 - ）は、日本の詩人。

## 略歴
宮城県栗原郡栗駒町（現・栗原市）生まれ。1969年「詩人会議」新人賞佳作入選。1971年第一詩集『4と童と永遠に』刊。1972年詩誌「野音」創刊に参加。詩誌「方」同人、「詩人会議」に加入。1994年日本現代詩人会に加入。1996年日本詩人クラブに加入。1998年第27回壷井繁治賞受賞。宮城県芸術選奨受賞。1999年第1回白鳥省吾賞選考委員となる。2000年県芸術祭文芸賞受賞。2001年H氏賞選考委員となる。

## 著書
- 『4と童と永遠に』秋津書店 1971
- 『うれうれうぐうす小人 詩集』青磁社 1975
- 『星々 詩集』青磁社 1980
- 『詩塊01』視点社 1982
- 『さりらりら 詩集』青磁社 1984
- 『佐々木洋一詩集』青磁社 1987
- 『アイヤヤッチャア』 (21世紀詩人叢書）土曜美術社 1992
- 『佐々木洋一詩集』 (日本現代詩文庫）土曜美術社出版販売 1997
- 『キムラ 詩集』土曜美術社出版販売 1998
- 『アンソロジー佐々木洋一』 (現代詩の10人) 土曜美術社出版販売 2001
- 『ここ、あそこ 詩集』土曜美術社出版販売 2010